# Daniel Zuloaga
Daniel Zuloaga Boneta (ur. 1852 w Madrycie, zm. 27 grudnia 1921 w Segowii) – hiszpański artysta ceramik i malarz. Pracował głównie w swoich warsztatach w Madrycie i Segowii, ale jego prace można znaleźć w wielu miejscach w Hiszpanii i w różnych krajach Europy, dzięki udziałowi w międzynarodowych wystawach.
W 1905 nabył budynek dawnego kościoła San Juan de los Caballeros w Segowii, opuszczonego pod koniec XIX w. i przekształcił go w swój warsztat i biuro. W piecach, które zainstalował w północnej części budynku, powstały ważne przykłady hiszpańskiej ceramiki z początku XX w. Po śmierci artysty jego dzieci utworzyły w warsztacie Museo Zuloaga. 
Jego bratanek Ignacio Zuloaga także był malarzem.